# El Hamma (Kábesz)
El Hamma, (arab nyelven: الحامة)  város és oázis dél-Tunéziában, a Nefzaoua-vidéken (Elő-Szahara).

## Fekvése
Kábesztől 35 km-el nyugatra fekvő település.

## Leírása

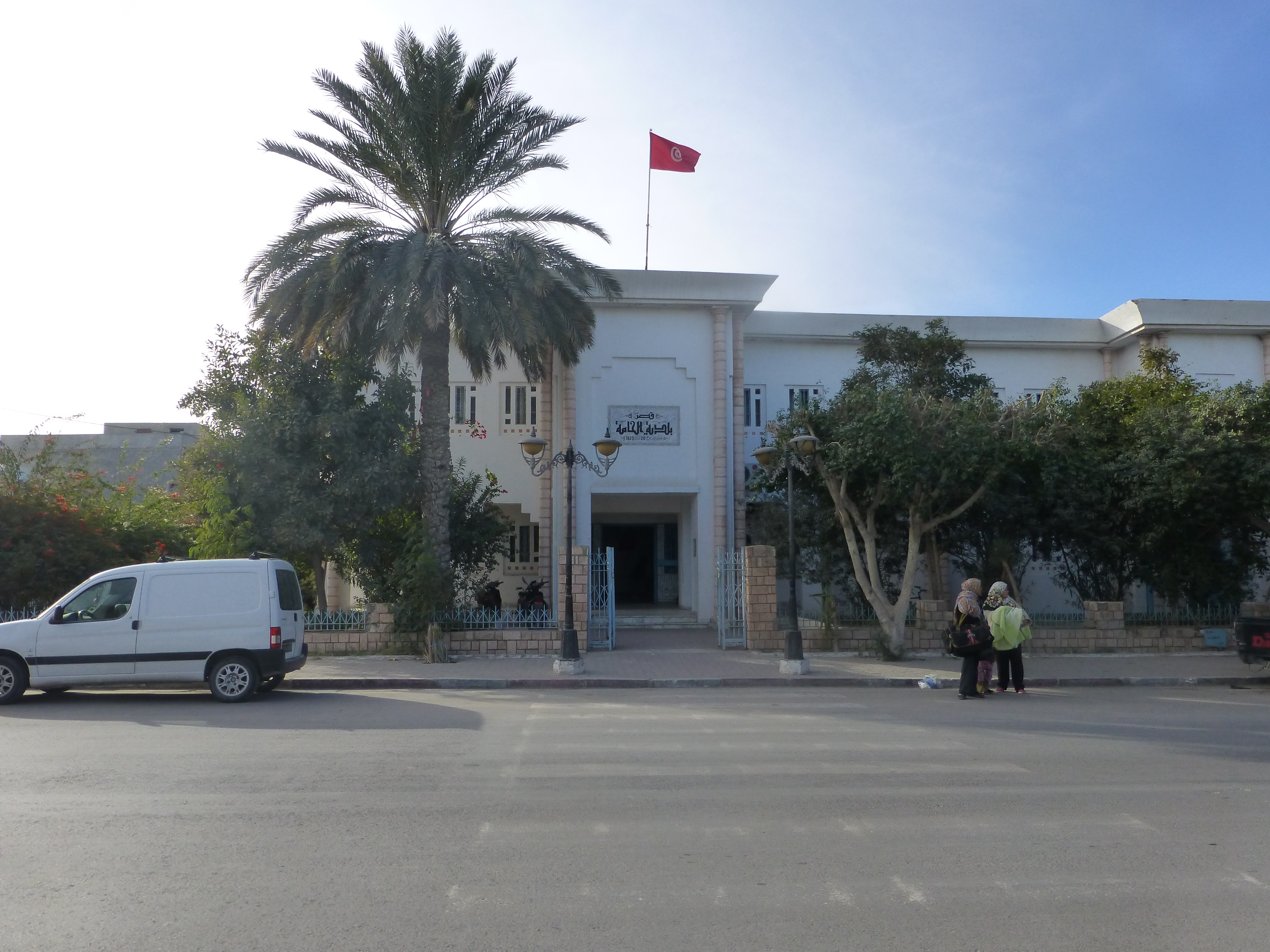
El Hamma, részlet

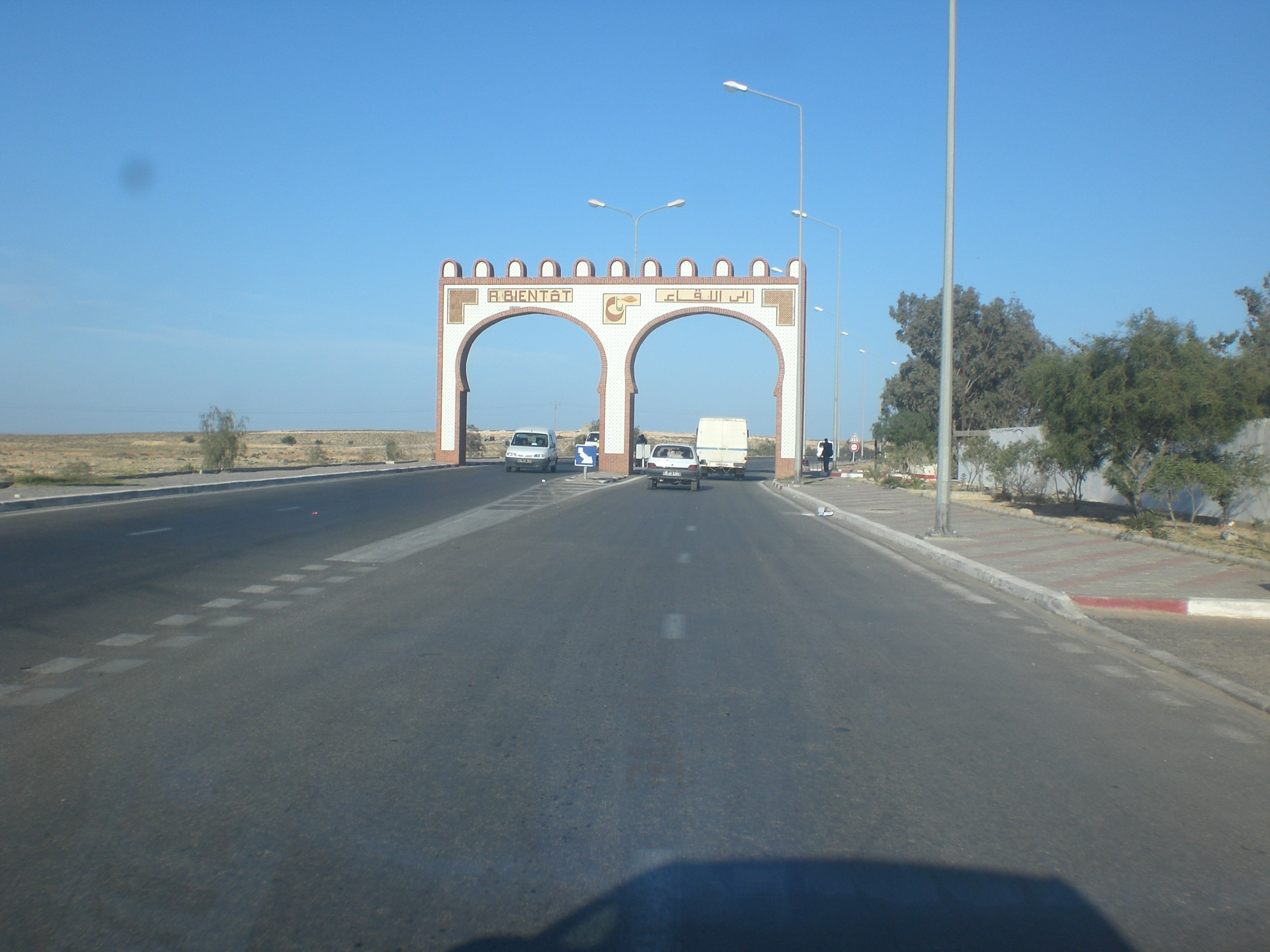

El Hamma egy tenger közeli oázis, egy nagy kiterjedésű falu, több kisebb településsel összeépülve. Enyhén kénes gyógyforrásait már a rómaiak is hasznosították. Akkori neve Aquae Tacapitanae volt. A faluhoz több kiterjedt oázis tartozik több kisebb településsel.

## Nevezetességek
- Fesztivál, melyet minden év március végén megrendeznek.